# Pseudophilautus stuarti
Pseudophilautus stuarti är en groddjursart som beskrevs av Madhava Meegaskumbura och Kelum Manamendra-Arachchi 2005. Pseudophilautus stuarti ingår i släktet Pseudophilautus och familjen trädgrodor. Inga underarter finns listade i Catalogue of Life.
Denna groda förekommer endemisk i en liten region på centrala Sri Lanka. Den lever i bergstrakter mellan 1000 och 1800 meter över havet. Exemplaren vistas i täta tropiska skogar och i områden där kardemumma odlas. Hannar sitter ofta på blad 2 till 3 meter ovanför marken när de ropar. Hos nära besläktade groddjur förekommer ingen metamorfos.
Beståndet hotas av skogarnas omvandling till odlingsmark och av bekämpningsmedel som används där. På grund av klimatförändringar blir vädret torrare. På så sätt blir antalet vattenpölar mindre. Utbredningsområdet är maximal 100 km² stort. IUCN listar arten som akut hotad (CR).